# تعلبايا
تعلبايا هي إحدى القرى اللبنانية من قرى قضاء زحلة في محافظة البقاع.
تبعد تعلبايا 45 كلم (28 مي) عن بيروت عاصمة لبنان. ترتفع 910 م (2985.71 قدم - 995.176 يارد) عن سطح البحر وتمتد على مساحة 504 هكتاراً (5.04 كلم²- 1.94544 مي²).